# Paul von Hintze
Paul von Hintze (Schwedt, 13 febbraio 1864 – Merano, 19 agosto 1941) è stato un ammiraglio, diplomatico e politico tedesco, che prestò servizio come ministro degli esteri della Germania nelle ultime fasi della prima guerra mondiale, dal luglio all'ottobre del 1918.

## Biografia
Hintze iniziò la propria carriera al servizio della Germania nella marina come cadetto nel 1882. Divenuto tenente nel 1888, nel 1898 venne nominato Flaggleutnant di uno squadrone di servizio in Asia orientale, il 19 luglio 1898 venne coinvolto nel cosiddetto Incidente di Manila nel quale dovette confrontarsi con l'ammiraglio statunitense George Dewey per riprendere le relazioni diplomatiche. Dal 15 agosto 1903 al 9 settembre 1908 Hintze fu addetto navale a San Pietroburgo per poi divenire plenipotenziario dal 10 settembre 1908 iniziando la propria carriera diplomatica e rimanendo in servizio sino all'11 gennaio 1911 quando decise di dimettersi ufficialmente dalla marina col grado di ammiraglio per entrare nel servizio diplomatico. Nel 1908, nel frattempo, aveva ottenuto il titolo nobiliare di cavaliere.
Successivamente divenne ambasciatore tedesco straordinario in Messico (1911-1914), inviato a Pechino (1914-17) ed in Norvegia (1917). A Pechino, nello specifico, egli divenne conosciuto per la mediazione che operò nell'ambito della triplice intesa. Nel 1917 infatti, mesi dopo l'entrata in guerra degli Stati Uniti contro la Germania, gli fu permesso di attraversare la confederazione di stati come "honoured guest" come citava il telegramma del segretario di stato Robert Lansing. Questo telegramma (Archivio federale/militare Freiburg, io/1b-6, 5e/II-21) è infatti uno dei segni più tangibili della diplomazia amichevole mantenuta tra Germania e Stati Uniti malgrado il conflitto, soprattutto per il ruolo di mediazione operato da Hintze in Messico a favore proprio degli U.S.A. Dal giugno al luglio del 1917 fu nuovamente impegnato in Norvegia con una missione straordinaria.
Sul finire della prima guerra mondiale, Paul di Hintze venne nominato ministro degli esteri della Germania e rimase in carica dal 16 giugno al 7 ottobre 1918. Il 26 settembre 1918, venne informato dal capo del dipartimento di stato maggiore che la situazione militare della Germania era ormai senza speranza e fu a quel punto che egli elaborò il concetto di "Rivoluzione dall'alto", ovvero delle trattative condotte segretamente col commissario del popolo Karl Radek a Mosca col nome fittizio di "Signor Hartwig" per condurre una trasformazione della Germania secondo schemi rivoluzionari più liberali.
Negli anni del dopoguerra, Hintze fu probabilmente l'unico tedesco considerato come "persona grata" in tutte le conferenze internazionali e molti lo videro come possibile Cancelliere di Germania.
Hintze morì il 19 agosto 1941 a Merano e venne sepolto poi a Roma, nel Cimitero del Verano.